# La Maison du lac
Pour plus de détails, voir Fiche technique et Distribution.
La Maison du lac (On Golden Pond) est un film américain de Mark Rydell sorti en 1981. Le lac Squam de l'Etat du New Hampshire a servi de toile de fond au film et ce sera aussi l'occasion de découvrir les Gaviiformes, autrement appelé les Plongeons.

## Synopsis
Norman Thayer et sa femme Ethel, un couple âgé, viennent comme chaque année passer l’été dans leur maison de vacances sur le lac, à Golden Pond. Leur fille Chelsea leur rend visite avec son nouveau fiancé, Bill et le fils de ce dernier, Billy. 
En conflit avec son père depuis toujours à cause de son comportement bourru, Chelsea demande malgré tout à ses parents s'ils peuvent garder Billy le temps d'un voyage avec Bill en Europe. Le jeune garçon se retrouve alors seul face à des étrangers beaucoup plus âgés, sans ami ni occupation. Les rapports entre Norman et Billy sont, dans un premier temps, orageux mais leurs parties de pêche sur le Golden Pond vont les faire se rapprocher et s'apprécier.
Au retour de Chelsea, cette dernière est plutôt contrariée de la relation que son père entretient avec ce garçon alors qu'il ne s'est jamais comporté ainsi avec elle. Mais la relation d’amitié entre Norman et Billy la force à ouvrir les yeux et à faire l'effort pour enfin dépasser cette mésentente ancienne avec son père.

## Fiche technique
- Titre : La Maison du lac
- Titre original : On Golden Pond
- Réalisation : Mark Rydell
- Scénario : Ernest Thompson, d'après sa pièce de théâtre
- Musique : Dave Grusin
- Photographie : Billy Williams
- Montage : Robert L. Wolfe (en)
- Décors : Stephen B. Grimes
- Décorateur de plateau : Jane Bogart
- Costumes : Dorothy Jeakins
- Production : Bruce Gilbert
- Société de production : IPC Films, Incorporated Television Company (ITC), Universal Pictures
- Pays de production : États-Unis
- Langue : anglais
- Format : Couleur - Son : Mono
- Genre : Comédie dramatique
- Durée : 109 minutes
- Dates de sortie : 
  - États-Unis :4 décembre 1981
  - France : 14 avril 1982
- Affiche : Bill Gold (États-Unis)

## Distribution
- Katharine Hepburn (VF : Lita Recio) : Ethel Thayer
- Henry Fonda (VF : Philippe Dumat) : Norman Thayer Jr.
- Jane Fonda (VF : Évelyne Séléna) : Chelsea Thayer Wayne
- Doug McKeon (VF : Vincent Ropion) : Billy Ray Junior
- Dabney Coleman (VF : Pierre Hatet) : Bill Ray
- William Lanteau (VF : Serge Lhorca) : Charlie Martin
- Christopher Rydell : Sumner Todd

C'est le dernier film qu'Henry Fonda, qui joue ici avec sa propre fille Jane, a interprété au cinéma. Il est mort moins d'un an plus tard.

## Distinctions

### Récompenses
Oscars 1982 : 
- Meilleure adaptation pour Ernest Thompson
- Meilleure actrice pour Katharine Hepburn
- Meilleur acteur pour Henry Fonda

### Nominations
Oscars 1982 : 
- Meilleur film
- Meilleure actrice dans un rôle secondaire pour Jane Fonda
- Meilleur réalisateur pour Mark Rydell
- Meilleure musique pour Dave Grusin

## Adaptation au théâtre
La Maison du lac a été jouée plusieurs fois sur scène à Paris :
- 1986-1987 : avec Edwige Feuillère, Jean Marais, Annick Blancheteau et Hervé Rey mise en scène par Raymond Gérome au Théâtre Montparnasse, costumes de Pierre Balmain.
- 1988 : avec Danielle Darrieux et Jean-Pierre Aumont, mise en scène par Raymond Gérome en tournée.
- 2001-2002 : avec Simone Valère et Jean Desailly, mise en scène par Georges Wilson au Théâtre de la Madeleine.
- 2008-2009 : avec Jean Piat, Maria Pacôme, Béatrice Agenin et Damien Jouillerot, mise en scène par Stéphane Hillel au Théâtre de Paris. Cette mise en scène a été filmée en 2009 et diffusée sur France 3 peu de temps après.